# Мурзин, Леонид Николаевич
Леони́д Никола́евич Мурзи́н (27 мая 1930, Москва — 13 октября 1996, Пермь) — советский и российский лингвист, доктор филологических наук, декан филологического факультета (1964–1967), основатель и заведующий кафедрой общего и славяно-русского языкознания (1982–1996) Пермского университета. Глава пермской школы дериватологии, основатель и директор Института динамической лингвистики.

## Биография
В 1952 году окончил Куйбышевский педагогический институт. По окончании работал учителем, одновременно учился в заочной аспирантуре.
В 1963 году защитил кандидатскую диссертацию «Состав и стилистические функции форм народной речи в произведении В. Я. Шишкова „Емельян Пугачев“: просторечно-диалектные и народно-поэтические элементы».
C 28 декабря 1964 по 21 октября 1967 года — декан филологического факультета Пермского государственного университета. (Сменил в должности М. Ф. Власова; его же преемником стал другой известный лингвист — С. Ю. Адливанкин).
В 1979 году защитил докторскую диссертацию «Синтаксическая деривация: на материале производных предложений русского языка», получив степень доктора филологических наук.
С 1982 по 1996 год — создатель и заведующий кафедрой общего и славяно-русского языкознания (с 1998 — кафедра общего и славянского языкознания; с 2013 — кафедра теоретического и прикладного языкознания) филологического факультета Пермского университета.
С 1985 по 1994 годы участвовал в работе докторского специализированного совета при Уральском университете.
В 1991 году по инициативе Л. Н. Мурзина в Пермском университете был открыт специализированный совет по присуждению степени кандидата филологических наук по двум специальностям. С 1994 года он возглавлял этот совет.

## Научная деятельность
Л. Н. Мурзин — ученик известного советского лингвиста, члена-корреспондента АПН СССР профессора А. Н. Гвоздева.
В 1974 году вышла монография по теме докторской диссертации Л. Н. Мурзина «Синтаксическая деривация», вызвавшая много откликов, получившая высокую оценку специалистов и ставшая заметным событием в учёном мире. Именно с этой книги в СССР началось новое лингвистическое направление — синтаксическая деривация.
Теория синтаксической деривации получила дальнейшее развитие в динамической концепции текста, описанной в десятках статей и докладов и в монографии «Текст и его восприятие» (Свердловск, 1991).
Научные интересы Л. Н. Мурзина выходили за рамки собственно лингвистики, простираясь в многочисленные смежные области науки: философию, психологию, социологию, информатику, культурологию, дидактику, риторику. Постоянный поиск, движение мысли, стремление к новым горизонтам познания — вот характерные черты Л. Н. Мурзина как учёного-лингвиста.
Л. Н. Мурзин в течение многих лет был главным редактором межвузовских сборников по проблемам дериватологии. С 1974 года он подготовил 11 выпусков. Каждый из этих сборников, относясь к общему — дериватологическому, синхронно-динамическому — направлению в лингвистике, отличался особым теоретическим акцентом, развивает всякий раз новый актуальный комплекс проблем (дериватология и синтаксис, дериватология и лингвистика текста, принцип деривации в историческом языкознании, деривация и семантика, теория деривации и культурология, дериватология и суггестивная лингвистика, фатическое «поле» языка и др.).
Профессор Л. Н. Мурзин был не только активно и плодотворно работавшим учёным, но и талантливым педагогом, настоящим учителем. Вузовские лекции Мурзина всегда пользовались популярностью в студенческой аудитории. Под его руководством написаны и защищены 12 кандидатских диссертаций; в 1996 году его ученики В. А. Мишланов и И. Ю. Черепанова, а в 1999 — Л. М. Алексеева — стали докторами наук.
Мурзинская школа дериватологии стимулировала развитие современной лингвистической школы «Компьютерное моделирование речевой коммуникации».

## Основные работы
В общей сложности Л. Н. Мурзиным опубликовано 130 научных статей, монографий и учебных пособий.
- «Деривация структур сложноподчинённых предложений в русском языке (к проблеме совмещения предложений)» (в соавт. с О. М. Шариной) (1971);
- «Синтаксическая деривация. Анализ производных предложений русского языка» (1974);
- «Логическая и психологическая трактовка синтаксических процессов: русское языкознание конца XVIII — начала XX вв.» (1980);
- «Основы дериватологии» (1984);
- «Текст и его восприятие» (1991, в соавт. с А. С. Штерн);
- «Проблемы и направления современной лингвистики» (1992);
- «Как обучать языку» (1994, в соавт. с И. Н. Сметюк).

## Награды
- Почётный знак «За отличные успехи в области высшего образования СССР»;
- Нагрудный знак «За развитие научно-исследовательской работы студентов»[6].